# Suzanne Sohet
Suzanne Sohet-Boulnois est une pédagogue et compositrice française, née à Longuyon (Meurthe-et-Moselle) le 1er mai 1908, et morte  à Paris (18e arrondissement) le 20 janvier 1995.

## Biographie
Elle fait ses études au Conservatoire de Paris dans les années 1930 et épouse l'organiste et compositeur Michel Boulnois. Enseignant longtemps au Cours Normal de la Ville de Paris, elle publie tout au long de sa carrière des ouvrages de pédagogie musicale : solfèges et pièces pour piano.

## Œuvres
Publications sur WorldCat